# Monte di Malo
Monte di Malo là một đô thị tại tỉnh Vicenza ở vùng Veneto, Ý.